# The Hand of Fear
The Hand of Fear  (La mano del miedo) es el segundo serial de la 14.ª temporada de la serie británica de ciencia ficción Doctor Who, emitido originalmente en cuatro episodios semanales del 2 al 23 de octubre de 1976. Supuso la última aparición regular en Doctor Who de Elisabeth Sladen en el papel de Sarah Jane Smith.

## Argumento
Hace milenios, en el planeta Kastria, un criminal traidor llamado Eldrad es condenado a muerte por sus crímenes, incluyendo la destrucción de las barreras que mantienen los vientos solares bajo control. La vaina que contiene al criminal es desintegrada, pero su mano sobrevive. En el presente, el Cuarto Doctor y Sarah Jane Smith llegan en la TARDIS a una mina, donde se ven envueltos en una explosión. Sarah queda inconsciente, pero en ese estado hace contacto con la mano fosilizada. Su anillo está vivo, y tiene un efecto hipnótico en ella. El Doctor la lleva al hospital local, donde el poder mesmérico de la mano se completa y Sarah y un médico, el Dr. Carter, caen bajo su control. Carter después morirá intentando evitar que el Doctor llegue hasta Sarah y la mano.
Sarah se dirige al generador nuclear más cercano, el Complejo Nunton, donde provoca una crisis abriéndose paso al reactor con la mano. Parece desarrollarse con la radiación y comienza a regenerarse, creciéndole un dedo que le faltaba y empezando a moverse sin ayuda. El director del complejo, el profesor Watson, se queda en su puesto cuando el reactor se vuelve crítico, y le ofrece al Doctor ayuda y consejo para intentar llegar hasta Sarah. De repente, la radiación se ha absorbido y la crisis ha terminado. El Doctor la saca del reactor, pero Sarah no recuerda ni comprende lo que ha hecho.
La mano entonces se hace con un operativo nuclear llamado Driscoll, a quien manipula para que le alimente con más radiación todavía. Un bombardeo de la Royal Air Force simplemente le añade más radiación y le permite a Eldrad regenerar su cuerpo por completo, de una forma cristalina y femenina basada en silicona. Eldrad usa sus poderes para convencer al Doctor de que le lleve de vuelta a Kastria, diciendo que ella ayudó a su raza construyendo las barreras solares, que después fueron destruidas cuando Kastria se vio envuelta en medio de una guerra interestelar.
El Doctor, Sarah y Eldrad viajan en la TARDIS a Kastria en la época actual, 150 millones de años después de su marcha. Encuentran un mundo árido y congelado, con los pocos signos de civilización enterrados a muchos metros bajo tierra. Eldrad es atrapada en una serie de trampas que el Rey Rokon dejó, que aparece en forma holográfica para denunciar a Eldrad como quien destruyó Kastria. Ella muere en una trampa, pero se regenera como un hombre psicópata y enloquecido que revela que creó y después destruyó las barreras él mismo tras enfadarse con Rokon y los líderes de Kastria. Cuando intenta exigir su venganza, descubre que Rokon y los otros Kastrianos están todos muertos. Los bancos de la raza que contenían el código genético de los kastrianos fueron destruidos, y no hay ninguna esperanza de futuro para Kastria. Eldrad encuentra una grabación de Rokon que explica que la especie decidió morir en lugar de vivir una existencia miserable bajo tierra, y que destruyeron los bancos de raza para evitar que ningún descendiente fuera parte del ejército de conquista de Eldrad. Para evitar que Eldrad ahora regrese a la Tierra para conquistarla, el Doctor destruye al tirano haciéndole caer a un abismo, esta vez sin el anillo para que no pueda regenerarse nunca más.
Poco después de marcharse en la TARDIS, el Doctor es convocado a Gallifrey, y dice que no puede llevar a Sarah con él. Ella había estado hablando de que quería marcharse de la TARDIS y había hecho las maletas, pero dice que le gustaría ver Gallifrey y que no hablaba en serio. Pero el Doctor no puede llevársela a su planeta natal y ella se marcha a regañadientes, diciéndole al Doctor "No me olvides". Después de que la TARDIS se marcha, Sarah Jane se da cuenta de que la navegación del Doctor "la fastidió" y que no la dejó en Hillview Road como estaba planeado, y probablemente ni siquiera al sur de Croydon.

### Continuidad
Cuando el Doctor se prepara para hipnotizar a Sarah, ella dice "¡Oh, no! ¡Otra vez no!", una referencia a su hipnosis anterior por el Doctor en Terror of the Zygons. Sarah Jane menciona que dará recuerdos del Doctor al Brigadier Lethbridge-Stewart y Harry Sullivan, y ambos le dicen el uno al otro que no le olvide. Cuando Sarah Jane vuelve cinco años más tarde en el episodio piloto de K-9 and Company y K-9 le dice que es un regalo para ella del Doctor, ella dice "Oh, Doctor, no te olvidaste". El Décimo Doctor vuelve a hacer la misma petición a Sarah Jane treinta y tres años más tarde cuando se separan al final de The Wedding of Sarah Jane Smith, de The Sarah Jane Adventures.
Elisabeth Sladen volvería a hacer el papel de Sarah Jane Smith en K-9 and Company, y después aparecería en el especial del 20 aniversario, The Five Doctors, como acompañante del Tercer Doctor, y en el especial benéfico del 30 aniversario, Dimensions in Time. Aunque Sladen empezó a aparecer menos como actriz tras nacer su hija Sadie en 1985, siguió apareciendo como Sarah en varias publicaciones de Doctor Who, como la serie de audiodramas de Sarah Jane Smith de Big Finish Productions. En la nueva serie apareció en el episodio del Décimo Doctor Reunión escolar, donde se revela que el sitio donde el Doctor dejó a Sarah era Aberdeen en lugar de Croydon, y en su propia serie spin-off, The Sarah Jane Adventures. También volvería a aparecer en La Tierra robada y El fin del viaje. Finalmente, haría un cameo al final del último episodio del Décimo Doctor, El fin del tiempo.

## Producción
| Episodio          | Fecha de emisión      | Duración | Espectadores en millones | Estado en el archivo  |
| ----------------- | --------------------- | -------- | ------------------------ | --------------------- |
| Episodio 1        | 2 de octubre de 1976  | 24:50    | 10,5                     | Cinta original en PAL |
| Episodio 2        | 9 de octubre de 1976  | 24:48    | 10,2                     | Cinta original en PAL |
| Episodio 3        | 16 de octubre de 1976 | 24:22    | 11,1                     | Cinta original en PAL |
| Episodio 4        | 23 de octubre de 1976 | 25:00    | 12,0                     | Cinta original en PAL |
| [ 2 ] [ 3 ] [ 4 ] |                       |          |                          |                       |

Cuando Sladen anunció su intención de abandonar la serie, la idea original era que Sarah fuera asesinada en una historia pseudo-histórica sobre alienígenas en la Legión Extrangera Francesa. Sin embargo, Douglas Camfield, que se suponía iba a escribir los guiones, no pudo hacerlo, para el alivio de Sladen, que no quería que Sarah saliera de la serie por muerte o matrimonio. Sladen también pidió que la partida de Sarah no fuera el tema principal de la historia, ya que pensaba que el programa era sobre el Doctor, no sobre el acompañante. Baker y Martin intencionadamente no escribieron la escena de la partida de Sarah. El guion de esa escena lo reescribieron Sladen y Tom Baker a partir de la versión original de Robert Holmes.
El guion original de la historia mostraba a un anciano Brigadier Lethbridge-Stewart que había sido trasladado de UNIT a la Fuerza de Inteligencia Xenológica Extraterrestre para estudiar actividad OVNI. Se suponía que moriría cuando estrellara su nave contra un kamikaze de Omega para evitar que esa nave se estrellara con la Tierra. El plan no se cumplió ya que Nicholas Courtney no estuvo disponible para rodar. En el guion original también aparecía Harry Sullivan. Y en la historia original, la Srta. Jackson era un hombre sin nombre. El director Lennie Mayne amplió el papel, le cambió el género, y se lo asignó a su mujer, Frances Pidgeon. La casa de Eldrad se suponía que era el agujero negro de Omega 4.6. Cuando Robert Holmes señaló a Bob Baker y Dave Martin que el nombre Omega ya había aparecido en Doctor Who (en The Three Doctors, que irónicamente también estaba escrita por Baker y Martin), cambiaron el nombre por Kastria.
Para el episodio se filmó una explosión real en una mina. Durante muchos años persistió un rumor de que una cámara quedó destrozada en la explosión. Los comentarios del DVD deja claro que esto era una leyenda urbana de los fanes. La estación de energía nuclear originalmente iba a ser el complejo de energía de Nunton de The Claws of Axos pero se le cambió el nombre. El rodaje se hizo en la estación nuclear de Oldburry, en Gloucestershire. La cercana Thornbury se usó para la escena final.
En la escena final, Sarah Jane silba la canción Daddy Wouldn't Buy Me a Bow Wow. Como Sladen no sabía silbar, el director Lennie Mayne hizo el silbido mientras Sladen lo representaba en playback.

## Lanzamientos comerciales
El serial se publicó en VHS en 1996, y en DVD en 2006. Una nueva versión del DVD se publicó en 2007.